# Kulmino

Kulmino est un château d'eau situé à Notre-Dame-de-Monts en Vendée. C'est un site de visite qui permet aux visiteurs de découvrir un panorama depuis la plateforme de la structure: à 70m du sol. Ils peuvent observer le paysage: les îles, le marais, la forêt domaniale...

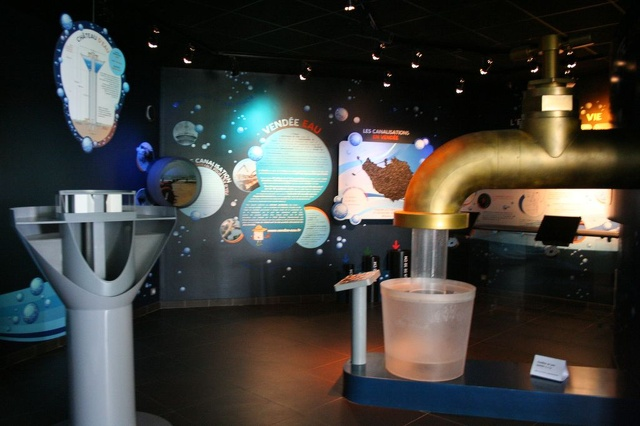

Le visiteur découvre une vue imprenable depuis la plateforme panoramique à 70 m du sol. 
À l'aide des jumelles, il peut observer le marais, la dune, la forêt, les îles.
Des tables d'orientation ainsi que des audioguides permettent aux visiteurs de mieux comprendre le paysage maraîchin.
Kulmino, c’est : 
- Un château d’eau en activité
- Une vue panoramique sur 4 paysages différents
- Des expositions interactives sur la thématique de l’eau
- Des tables d’orientations
- Des expositions, des animations et de événements festifs

Le site propose aussi des espaces de visite sur la thématique de l'eau.